# Czarci żleb
Czarci żleb – polski film sensacyjny z 1949 roku, którego premiera miała miejsce w roku 1950.

## Fabuła
Były przemytnik, góral Jasiek Gazdoń, jest obecnie żołnierzem Wojsk Ochrony Pogranicza. Pod wpływem przełożonych oraz ukochanej Hanki postanawia zostać uczciwym człowiekiem i obywatelem. Wkrótce przyczynia się do udaremnienia wielkiego przemytu przez granicę cennych dzieł sztuki.

## Główne role
- Tadeusz Schmidt – Jasiek Gazdoń
- Alina Janowska – Hanka
- Władysław Kaczmarski – Kozłowski
- Tadeusz Kański – Wilczyński
- Stanisław Włodek – komendant
- Adam Brodzisz – sierżant Wąsiak
- Janusz Ściwiarski – Tłuścioch
- Michał Melina – Hrabia
- Zbigniew Skowroński – Felek

## Nagrody i wyróżnienia
- 1950 – Tadeusz Kański – Nagroda Państwowa zespołowa II stopnia; za realizację
- 1950 – Jerzy Kawalerowicz – Nagroda Państwowa zespołowa II stopnia; jako asystentowi reżysera
- 1950 – Kazimierz Sumerski – Nagroda Państwowa zespołowa II stopnia; jako asystentowi reżysera
- 1950 – Adolf Forbert – Nagroda Państwowa zespołowa II stopnia; za zdjęcia
- 1950 – Tadeusz Schmidt – Nagroda Państwowa III stopnia; za kreację aktorską